# 佐佐木舞香
佐佐木 舞香（日语：／ Sasaki Maika */?；2000年1月21日—）是日本偶像藝人，為女性聲優偶像團體=LOVE成員。愛知縣出身，血型A型，身高157cm。所屬經紀公司為代代木動畫學院。暱稱是maika。
在加入=LOVE之前，她隸屬於位於日本愛知縣豐橋市的在地偶像團體「穗之國娘。」。

## 個人簡歷

### 穗之國娘時期
2016年
- 6月26日，加入了「穗之國娘」。CV第4期生並通過了豐橋穂乃火的試鏡。
- 7月17日，在東三河海洋節上進行了首次演出。（在豐橋市的Lifeport舉行）

2017年
- 4月，發表了豐橋穂乃火的角色歌曲「女主角」，由其撰寫歌詞。
- 5月28日，從穂之國娘。CV畢業。

### =LOVE時期（2017年~至今）
2017年
- 4月19日，通過「代代木動畫學院呈獻 指原莉乃製作的聲優偶像試鏡」的二次審查，進入SHOWROOM試鏡[1] 。
- 4月29日，舉行了「代代木動畫學院Presents指原莉乃製作的聲優偶像試鏡」的最終審查，共有13名參賽者獲得合格資格（其中1名後來辭退）。同時宣布團體名稱為「=LOVE」[2]。
- 6月14日，宣布成為正式成員，舉行了「=LOVE」在SHOWROOM的個人直播[3]。
- 8月5日，在「TOKYO IDOL FESTIVAL（日语：TOKYO IDOL FESTIVAL） 2017」上首次舉行演唱會。

2018年
- 8月2日，官方網站宣布暫停活動[4]。
- 12月9日，於幕張展覽館舉辦的全國握手會上宣布恢復活動[5]。

2019年
- 7月11日至15日，出演了舞台劇『脳漿炸裂ガール 〜人間動物園〜』，這是她作為個人的第一個舞台劇演出[6]。

2020年
- 11月25日發行的第8張單曲「青春“潛意識”（日语：青春“サブリミナル”）」的副歌曲「喜歡你」中，首次被選為中心成員。 [7]

2022年
- 4月30日，=LOVE全國巡迴演唱會2022「不管怎麼想，你果然喜歡=LOVE吧」在東京LINE CUBE SHIBUYA的夜場演出上，首次演唱5月25日發行的第11張單曲「那是我比不上的人（日语：あの子コンプレックス）」，並首次被選為主打歌的中心成員[8]。

## 個人
- 在小學五年級時，通過收聽《閃電十一人》的CD和閱讀角色書籍開始了解聲優這個職業。[9] 。在高中時期，對成為聲優的渴望越來越強烈，於是下定決心參加了聲優學校的試鏡[10]。
- 在小學到中學期間不上學，喜歡待在家裡看動畫[9][10] 。
- 在參加聲優試鏡的過程中，發現了=LOVE的試鏡。雖然當時沒有太大的興趣，但在朋友的推薦下，決定參加試鏡[11]。
- 非常尊敬水瀨祈[12]。
- 愛好是收集動畫周邊商品。
- 特技是模仿聲音
- 喜歡的食物是白飯。
- 對於=LOVE的決心是「因為我喜歡聲優這份工作，所以我想要努力讓自己能夠演技出色。」”

## 出演

### 電視節目
- 風箏答案（日语：カイトアンサ）（2017年7月至9月，TOKYO MX）
- 有點心機又如何？（日语：あざとくて何が悪いの?）（2021年12月31日，朝日電視台）
- 看看整個世界！電視特別調查部（日语：世界まる見え!テレビ特捜部）（2022年2月28日，日本電視台）
- LOVE it!（日语：ラヴィット!）（TBS電視台）- 不定期演出

### 電視劇
- 幸福的小房間（2018年7月8日—9月23日朝日放送）-迫田詩織
- 據倖存的六人所述（2022年8月10日，每日放送/ TBS）-明美（電視劇原創角色）
- 如果這份感情能被稱為戀愛的話...（日语：もしも、この気持ちを恋と呼ぶなら…。） （2022年9月24日，朝日放送朝日放送）-森見奈緒[13]
- 隔壁的男人吃得很多（日语：隣の男はよく食べる）第6集（2023年5月18日，東京電視台）-本人[14]
- 新聞主播（2025年4月 - ，TBS）-戶山紗矢

過往常規節目
- =LOVE佐佐木舞香和野口衣織的推介集錦節目（2021年4月3日至2022年3月26日[注 1]，超！A&G+）-每週六播出

### 舞台
- AniTele（日语：テレビ東京系アニメ） × =LOVE 舞台計畫
  - 動物朋友（2018年2月15日至18日，AiiA Theater Tokyo（日语：AiiA Theater Tokyo））-西瓦獸
  - 女友伴身邊（2018年7月16日至22日，品川王子飯店（日语：品川プリンスホテル） Club eX）-一之瀨友惠（舞台原創角色）
- 腦漿炸裂少女～人間動物園～（2019年7月11日至15日，六行會館（日语：六行会ホール））-文明開花女孩

### 廣播
- A&G Request Hour 阿澄佳奈的你的城市！（日语：A&Gリクエストアワー 阿澄佳奈のキミまち!）（2018年4月8日 - 2022年3月26日，文化放送）-中繼記者。

### 廣告
- 代代木動畫學院

### 遊戲
- Station Memories!（日语：ステーションメモリーズ!）（2017，戀濱見六<初代>）
- 十三號星期五 (遊戲)（2018，Jenny Myers）
- Vital Gear（2018，巴那）
- 夢色幻想曲R（2019，阿內斯）
- 動物朋友3（日语：けものフレンズ3）（2020，水豚）

### Web動畫
- 「車站回憶！」短篇動畫（2018年、彌勒） [17]
- 小小動畫《動物朋友3》（日语：ちょこっとアニメ けものフレンズ3）（2020年、水豚）

### 電影

#### 配音
- 星河戰隊：火星叛將（Chinese (Hong Kong)）（2018年、塔米·卡馬喬）[18]

#### 動畫電影
- 聖誕老人公司～聖誕節的秘密～（日语：サンタ・カンパニー ～クリスマスの秘密～） （2019，可愛的天使） [19]

### MV
- 川崎鷹也（日语：川崎鷹也）「Be yourself」（2022年）[20]

## 备注
1. ↑  2022年3月25日、同月26日のレギュラー放送の最終回は野口が新型コロナウイルス感染のため欠席し、代打で齋藤樹愛羅が出演、後日佐々木・野口二人揃っての最終回を放送することが発表された[15]。翌月4月20日に「=LOVE佐々木舞香・野口衣織の推しをあつめて 春の推し活1時間スペシャル」が放送された[16]。

## 外部連結
- =LOVE 公式プロフィール
- 佐佐木舞香的X（前Twitter）
- 佐佐木舞香的SHOWROOM專頁
- 佐佐木舞香 - Oricon
- 佐佐木舞香 - allcinema